# Strongoli
Strongoli – miejscowość i gmina we Włoszech, w regionie Kalabria, w prowincji Crotone.
Według danych na rok 2004 gminę zamieszkiwało 6090 osób, 71,6 os./km².